# Fernando Matthei

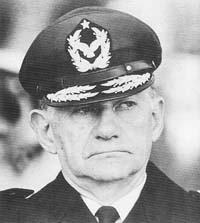
Fernando Matthei

Fernando Jorge Matthei Aubel (* 11. Juli 1925 in Osorno, Región de los Lagos, Chile; † 19. November 2017 in Santiago de Chile) war ein General der chilenischen Luftwaffe und Mitglied der Militärjunta unter Augusto Pinochet.

## Biografie

### Karriere
Matthei trat 1945 in die Flugschule der chilenischen Luftwaffe ein. 1948 erreichte er den Offiziersrang eines Unterleutnants und leistete Dienst bei der 4. Bombergruppe in Colina. Nachdem er 1951 zum Leutnant befördert worden war, absolvierte er 1953 einen Fluglehrerkurs auf einem Flughafen der US Air Force in Alabama. 1957 wurde er auf dem Flughafen Antofagasta eingesetzt, gelangte 1960 nach Santiago, wurde Schwarmführer und 1966 Geschwaderkommandant. 1971 wurde er Militärattaché an der chilenischen Botschaft in London und wurde von der Militärjunta bestätigt, die beim Staatsstreich im September 1973 die Macht übernahm und den damaligen Oberst Matthei im Dezember 1973 als Kommandeur der Luftwaffenakademie nach Chile zurückrief. Im Januar 1975 wurde er zum Brigadegeneral der Luftwaffe ernannt. Im März 1976 wurde er Gesundheitsminister in der von Pinochet geführten Regierung und blieb dies bis zum 24. Juli 1978, als er anstelle von Gustavo Leigh zum Oberbefehlshaber der chilenischen Luftwaffe ernannt wurde und damit Mitglied der Militärjunta. Während des Falklandkrieges unterstützte er Großbritannien, um Argentinien zu schwächen. Er blieb über das Ende der Militärdiktatur in Chile im März 1990 hinaus Lufwaffenkommandant, bis er zum 31. Juli 1991 freiwillig zurücktrat. Es gab danach Vorwürfe gegen Matthei im Zusammenhang mit der Inhaftierung von politischen Gefangenen, die während der Abwesenheit Mattheis im Keller der Luftwaffenakademie festgehalten worden waren; dort starb sein Vorgänger Alberto Bachelet zwei Monate nach Mattheis Ankunft, Matthei bestand jedoch auf der Aussage, der Keller sei Hoheitsgebiet der Sicherheitsdienste gewesen; Matthei wurde gerichtlich nicht belangt. Er starb am 19. November 2017 mit 92 Jahren in Santiago de Chile an Kreislaufstillstand.
General Matthei war das erste Mitglied der chilenischen Junta, das in der Nacht am 5. Oktober 1988, als die Bevölkerung Chiles ein Plebiszit entschied, im expliziten Widerspruch zu Pinochet öffentlich die Niederlage der Regierung eingestand, was schließlich das Ende der Militärdiktatur einleitete.
Er wurde mit dem Verdienstorden der brasilianischen Luftwaffe und dem Luftwaffen-Verdienstkreuz Spaniens ausgezeichnet.

### Herkunft und Familie
Matthei entstammte der deutschen Minderheit in Chile. Er war der Sohn von Fernando Matthei Gunkel und Luisa Aubel Renz. 1951 heiratete er Elda Fornet und hatte mit ihr fünf Kinder: Fernando, die spätere Politikerin Evelyn, Robert, Hedy Jaqueline und Víctor Alejandro. Er war Mitglied der Lutherischen Kirche in Chile (ILCH).